# Акредитація
Акредитація (лат. accredo, «довіряти») — процедура, у ході якої національний орган з акредитації документально засвідчує компетентність юридичної особи чи органу з оцінки  відповідності. 
Акредитація — сукупність дій, пов'язаних з призначенням і вступом у дію (на посаду) постійного представника держави, глави дипломатичного представництва у певній державі чи міжнародній організації.
1. У журналістській практиці — офіційно надане журналістам право брати участь у пресконференціях, бути спостерігачами на конференціях, зборах, з'їздах, сесіях парламенту тощо.
2. У митній справі, акредитація на митниці — це процедура реєстрації та обліку юридичних осіб та фізичних осіб - підприємців на митниці, в результаті якої, Ви отримуєте обліковий номер особи ЗЕД. Акредитація - це одноразова процедура. Однак, якщо у суб'єкта ЗЕД відбулися зміни, зазначені в картці обліку, така особа зобов'язана звернутися до митних органів з метою внесення змін до картки обліку.[1]
3. В сертифікації, акредитація органів з оцінки відповідності (далі - акредитація) - засвідчення національним органом України з акредитації того, що орган з оцінки відповідності відповідає вимогам національних стандартів, гармонізованих з відповідними міжнародними та європейськими стандартами або вимогам міжнародних чи європейських стандартів, та у разі необхідності будь-яким додатковим вимогам щодо акредитації у відповідних сферах для провадження визначеної діяльності з оцінки відповідності;[2]
4. Державна акредитація медичного закладу — це офіційне визнання статусу лікувального закладу, наявності у ньому умов для надання певного рівня медико-санітарної допомоги, підтвердження відповідності встановленим критеріям та гарантія високої якості професійної діяльності.